# Décsy Antal
Décsy Antal (18. század – 1819 után) ügyvéd, jogtörténész.

## Élete és munkássága
Miskolcon volt ügyvéd. Ő a szerzője a ruszinok történelméről szóló első magyar nyelvű nyomtatásban megjelent műnek (Az magyar oroszokrúl való igen rövid elmélkedés), amelyet egy máriapócsi búcsú hatására írt meg és Bacsinszky Andrásnak ajánlott. Décsy Antal már 1814-ben tiltakozott Molnár Ferenc jász-kun kapitány azon elmélete ellen, amelyet az 1788-ban megjelent füzetében állított, hogy a kürt akkor csorbult ki, mikor a vezér agyonütötte vele «Konrád császárt». Décsy még furcsább találgatáshoz folyamodott: szerinte a kürt valami moabita istenség áldozó edénye volt és Bizáncon át került Teodor császárné révén egy morvaországi keresztény templomba, onnan pedig a kunok dúlásakor Jászberénybe. Decsy moabita szertartásokat lát a kürt faragott képeiben is. Ezen ábrázolatok jelentőségéről azonban semmi megbízható tudomásunk nincs.

## Művei
- Replica polemico-diplomatico-legalis pro apostolicis constitutionibus et legibus divorum Stephani et Ladislai, regum Ungariae, contra Frid. Adolph. a Lampe in academia Ultrajectina prof. ord. data. Pestini, Budae et Cassoviae, 1784.
- Historia de ortu, progressu, fatis, mutationibus, reformationibus, ictis et legislatoribus jurisprudentiae hungaricae gentilis et ac christianae, in quantum ad processum judiciarum spectat. Pestini, 1785.
- Supplementa seu dissertationes historico-diplomatico-legales in historiam i. jurisprudentiae hungaricae gentilis ac christianae. Posonii et Pestini, 1793.
- Koronás magyarországi királynék az ő királyi jussokkal együtt. Pest, 1795.
- Az magyar oroszokrúl való igen rövid elmélkedés. Kassa, 1797. (Ism. Századok 1890. 571. l.) Online
- Fris és legujabb előadás a jászokról és kürtjökről és ennek értelméről vagyis magyarázatáról. Miskolcz, 1814.
- A jász, vagy-is ijász kürtön lévő metszésekről és azoknak értelmekről. Uo. 1815–16. Két rész. (2. kiadás. Uo. 1815–16.)

### Értekezése
- Elmélkedés a görögökről, ráczokról, macedoniai oláhokról, zsidókról s ezeknek kereskedésekről hazánkban. (Tudományos Gyűjtemény 1818. XI.)

### Kézirati munkái
A Magyar Nemzeti Múzeumban: Csillagászati észrevételei (Miskolcz, 1802.); Dissertatio hist. dipéldául de occulto et incerto jure familiae Széchényianae in provinciam Csetnek Incl. Com. Gömör (1806.), Epistolica dissertatio de clariss. Petri Horváth commentatio de Cumanis et Jazygibus, Supplementa ad jurisprudentiam Hungariae scilicet de jurisconsultis illustrioribus Hungariae (1806), Dissertatio hist. dipéldául legalis de decimis regiis in Hungaria (Miskolcz, 1810.), A nagy orosz birodalomban uralkodó nagyherczegekről és czárokról magyar történetekkel elegyítve (Miskolcz, 1812.), Értekezés vegyes tárgyakról (1817–19.), Reflexiones super libello: Hist. et progressu fatis jurispr. Hung. Mulatságos elmélkedések az mostani üstökös csillagról, mely látszik az égen a mérték jegyben; ugyanott van két levele is Kovachich Márton Györgyhöz irva (1792. jún. 2. és 1793. nov. 1.)